# الدوري الإيطالي الدرجة الثانية 1933–34
الدوري الإيطالي الدرجة الثانية 1933–34 (بالإيطالية: Serie B 1933-1934)‏ هو موسم من الدوري الإيطالي الدرجة الثانية. أقيم خلال الفترة 10 سبتمبر 1933 وحتى 24 مايو 1934، وكان عدد الأندية المشاركة فيه 26، وفاز فيه نادي سامبدوريا.